# ТЕС Туркменбаші
40°0′36″ пн. ш. 52°55′37″ сх. д. / 40.01000° пн. ш. 52.92694° сх. д.
ТЕС Туркменбаші – теплова електростанція у прикаспійському регіоні Туркменістану.
На момент введення в експлуатацію станція носила назву Красноводська ТЕЦ-2, оскільки її створення було пов’язане із забезпеченням потреб Красноводського нафтопереробного заводу, у складі якого вже діяло енергетичне господарство, відоме як Красноводська ТЕЦ. Розвиток майданчику почався із трьох теплофікаційних турбін Ленінградського металічного заводу типу 60-90/13 потужністю по 60 МВт, які стали до ладу в 1965 – 1968 роках (за іншими даними, сукупна потужність цієї черги становила 170 МВт, при цьому відомо що лише перший агрегат мав генератор ТВ-60-2, тоді як два наступні були обладнані модернізованими генераторами типу ТВФ-60-2). Виробництво пари для турбін та потреб НПЗ забезпечували не менше 5 котлів Барнаульського котельного заводу продуктивністю по 160 тон пари на годину.
В 1984 та 1986 роках ввели в дію два конденсаційні енергоблоки із котлами Таганрозького котельного заводу та паровими турбінами Ленінградського металічного заводу типу K-210-130 потужністю по 210 МВт.
Станція знаходиться у пустельному регіоні, проте її розташування поблизу від узбережжя Каспійського моря дозволяє використовувати для технологічних потреб морську воду. Забір води відбувається із затоки Турменбаші по каналу завдовжки 4 км ( з них 3 км становить ділянка, спільна для ТЕС та НПЗ). Дистильовану воду для роботи котлів отримують із морської за допомогою випарювальних (опріснювальних) установок.
Основним паливом станції став природний газ, який надходив по трубопроводу Готурдепе – Красноводськ (з 1975-го отримав сполучення з III чергою системи Середня Азія – Центр, туркменська частина якої наразі діє як газопровід Окарем – Гарабогаз).
Видача продукції відбувалась по ЛЕП, розрахованій на роботу під напругою 220 кВ.
Станом на кінець 2000-х років серед обладнання станції ще рахувались дві теплофікаційні турбіни першої черги, які, втім, могли сукупно нести навантаження не більше за 25 МВт, тобто 21% від первісної потужності. Планувалось, що їх виведуть з експлуатації після запуску ТЕС Аваза (стала до ладу в 2010-му). Конденсаційні блоки також перебували у поганому технічному стані та могли видавати лише по 100 – 120 МВт.